# Ben Lessy
Ben Lessy, auch Ben Lessey, (* 29. April 1902 in New York City, New York; † 30. Oktober 1992 in Beverly Hills, Kalifornien) war ein US-amerikanischer Schauspieler und Fernsehschauspieler.

## Leben
Ben Lessy wurde 1902 in New York City, im US-Bundesstaat New York geboren.
1940 hatte Lessy in dem Film Swing-Romanze seinen ersten Auftritt. Seine erste wiederkehrende Rolle hatte er 1953 bis 1959 in der Fernsehserie The Danny Thomas Show. Zuletzt trat er 1981 in Buddy Buddy in Erscheinung, sein Schaffen umfasst mehr als 30 Produktionen.

## Filmografie
- 1940: Swing-Romanze (Second Chorus)
- 1942: Die Frau, von der man spricht (Woman of the Year)
- 1942: For Me and My Gal
- 1942: Youth on Parade
- 1943: Nacht der tausend Sterne (Thousands Cheer)
- 1944: Musik für Millionen (Music for Millions)
- 1945: Her Highness and the Bellboy
- 1946: Erfüllte Träume (Two Sisters from Boston)
- 1947: Dark Delusion
- 1948: Der Pirat (The Pirate)
- 1950: The Jackie Robinson Story
- 1951: Purple Heart Diary
- 1952: Nur für Dich (Just for You)
- 1953–1959: The Danny Thomas Show (Fernsehserie, 32 Folgen)
- 1956: Damon Runyon Theater (Fernsehserie, eine Folge)
- 1957: Telephone Time (Fernsehserie, eine Folge)
- 1959–1964: Jack-Benny-Show (The Jack Benny Program, Fernsehserie, 3 Folgen)
- 1962: Gypsy – Königin der Nacht (Gypsy)
- 1963: Eine total, total verrückte Welt (It’s a Mad, Mad, Mad, Mad World)
- 1964: So bändigt man Eva (I’d Rather Be Rich)
- 1964: Pyjama-Party (Pajama Party)
- 1964–1965: The Cara Williams Show (Fernsehserie, 2 Folgen)
- 1965: Das Schlafzimmer ist nebenan (That Funny Feeling)
- 1965: Alles für die Katz (That Darn Cat!)
- 1966: Die „allerletzten“ Geheimagenten? (The Last of the Secret Agents?)
- 1966: Süß, aber ein bißchen verrückt (That Girl, Fernsehserie, eine Folge)
- 1967: Petticoat Junction (Fernsehserie, eine Folge)
- 1967: The Fastest Guitar Alive
- 1970: Der Geist und Mrs. Muir (The Ghost & Mrs. Muir, Fernsehserie, eine Folge)
- 1971: The New Andy Griffith Show (Fernsehserie, eine Folge)
- 1971: Die Liebesmaschine (The Love Machine)
- 1976: McMillan & Wife (Fernsehserie, eine Folge)
- 1981: Buddy Buddy